# Martin Pado
Martin Pado (ur. 16 maja 1959 w Michalovcach) – słowacki inżynier i polityk, minister spraw wewnętrznych w rządzie Mikuláša Dzurindy (2006), od 2006 do 2012 poseł do Rady Narodowej.

## Życiorys
W 1982 ukończył studia na wydziale budownictwa Słowackiej Wyższej Szkoły Technicznej w Bratysławie, następnie studiował podyplomowo w Wyższej Szkole Technicznej w Koszycach (1986–1988), odbył również kursy menadżerski oraz z dziedziny prawa na Uniwersytecie Komeńskiego w Bratysławie (1991–1992).
Pracował w zakładach elektrotechnicznych w rodzinnej miejscowości. W 1989 współtworzył ruch Społeczeństwo Przeciwko Przemocy w rodzinnej miejscowości. Trzy lata później znalazł się wśród założycieli HZDS, następnie zaś przystępował do NDS i Unii Demokratycznej (DÚ). W latach 1990–1995 był dyrektorem urzędu powiatowego w Michalovcach, zaś od 1998 do 2002 urzędu krajowego w Trnawie.
W 2000 został członkiem Słowackiej Unii Chrześcijańskiej i Demokratycznej (SDKÚ), z ramienia której sprawował funkcję wiceministra spraw wewnętrznych (2002–2006). W ostatnich miesiącach funkcjonowania drugiego rządu Mikuláša Dzurindy zajmował stanowisko ministra tego resortu (luty-lipiec 2006). W 2006 i 2010 uzyskiwał mandat posła do Rady Narodowej z listy SDKÚ–DS. W 2012 nie został ponownie wybrany.